# 2 Heures d'Adria FIA GT 2009
Les 2 Heures d'Adria FIA GT 2009, disputées le 16 mai 2009 sur l'Adria International Raceway, sont la deuxième manche du championnat FIA GT 2009.

## Course

### Classement de la course
| Pos. | Catégorie | N° | Écurie                 | Pilotes                               | Châssis                   | Moteur                   | Pneus | Tours/Abandon |
| ---- | --------- | -- | ---------------------- | ------------------------------------- | ------------------------- | ------------------------ | ----- | ------------- |
| 1    | GT1       | 1  | Vitaphone Racing Team  | Michael Bartels Andrea Bertolini      | Maserati MC12 GT1         | Maserati 6,0 L V12       | M     | 96            |
| 2    | GT1       | 4  | PK Carsport            | Mike Hezemans Anthony Kumpen          | Chevrolet Corvette C6.R   | Chevrolet LS7.R 7,0 L V8 | M     | 96            |
| 3    | GT1       | 2  | Vitaphone Racing Team  | Miguel Ramos Alex Müller              | Maserati MC12 GT1         | Maserati 6,0 L V12       | M     | 96            |
| 4    | GT1       | 19 | Luc Alphand Aventures  | Guillaume Moreau Xavier Maassen       | Chevrolet Corvette C6.R   | Chevrolet LS7.R 7,0 L V8 | M     | 95            |
| 5    | GT1       | 3  | Selleslagh Racing Team | Bert Longin James Ruffier             | Chevrolet Corvette C6.R   | Chevrolet LS7.R 7,0 L V8 | M     | 95            |
| 6    | GT1       | 11 | Full Speed Racing Team | Luke Hines (en) Stéphane Lémeret      | Saleen S7-R               | Ford 7,0 L V8            | P     | 92            |
| 7    | GT2       | 60 | Prospeed Competition   | Emmanuel Collard Richard Westbrook    | Porsche 911 GT3 RSR (997) | Porsche 4,0 L Flat-6     | M     | 92            |
| 8    | GT2       | 50 | AF Corse               | Toni Vilander Gianmaria Bruni         | Ferrari F430 GTC          | Ferrari 4,0 L V8         | M     | 92            |
| 9    | GT2       | 51 | AF Corse               | Álvaro Barba Niki Cadei               | Ferrari F430 GTC          | Ferrari 4,0 L V8         | M     | 92            |
| 10   | GT2       | 61 | Prospeed Competition   | Darryl O'Young Marco Holzer           | Porsche 911 GT3 RSR (997) | Porsche 4,0 L Flat-6     | M     | 92            |
| 11   | GT2       | 97 | Brixia Racing          | Martin Ragginger Luigi Lucchini       | Porsche 911 GT3 RSR (997) | Porsche 4,0 L Flat-6     | M     | 92            |
| 12   | GT1       | 40 | Marc VDS Racing Team   | Renaud Kuppens Bas Leinders           | Ford GT                   | Ford 5,0 L V8            | M     | 92            |
| 13   | GT2       | 55 | CRS Racing             | Chris Niarchos Tim Mullen (en)        | Ferrari F430 GTC          | Ferrari 4,0 L V8         | M     | 91            |
| 14   | GT2       | 56 | CRS Racing             | Rob Bell Andrew Kirkaldy              | Ferrari F430 GTC          | Ferrari 4,0 L V8         | M     | 91            |
| 15   | GT2       | 59 | Trackspeed Racing      | David Ashburn Tim Sugden              | Porsche 911 GT3 RSR (997) | Porsche 4,0 L Flat-6     | M     | 90            |
| 16   | GT2       | 78 | BMS Scuderia Italia    | Kenneth Heyer Diego Romanini (en)     | Ferrari F430 GTC          | Ferrari 4,0 L V8         | M     | 90            |
| 17   | GT1       | 18 | K plus K Motorsport    | Mario Domínguez Adam Lacko (en)       | Saleen S7-R               | Ford 7,0 L V8            | M     | 85            |
| 18   | GT2       | 77 | BMS Scuderia Italia    | Paolo Ruberti Matteo Malucelli        | Ferrari F430 GTC          | Ferrari 4,0 L V8         | M     | 83            |
| 19   | GT1       | 44 | Matech GT Racing       | Thomas Mutsch (en) Thomas Biagi       | Ford GT                   | Ford 5,0 L V8            | M     | 71            |
| Abd. | GT1       | 13 | Full Speed Racing Team | Michael Orts Ferdinando Monfardini    | Saleen S7-R               | Ford 7,0 L V8            | P     | 20            |
| Abd. | GT2       | 95 | PeCom Racing           | Cédric Sbirrazuoli Francesco La Mazza | Ferrari F430 GTC          | Ferrari 4,0 L V8         | M     | 6             |
| Abd. | GT1       | 14 | K plus K Motorsport    | Karl Wendlinger Ryan Sharp            | Saleen S7-R               | Ford 7,0 L V8            | M     | 0             |